# 望月める
望月 める（もちづき める、2000年8月3日 - 2020年12月）は、日本のアイドル、ファッションモデル。アイドルグループ・モノクローンの元メンバー。長野県出身。身長155 cm。愛称は、もちめる。
ミスiD2019 「きみがいる景色が、この世界〜夜〜」賞受賞。

## 略歴
2000年8月3日、長野県で生まれる。
2018年6月に長野県の高校を中退、同年8月頃から上京しビジネスホテルで生活していた。上京後は地下アイドルとして活動していたがクビになっている。ミスiD2019 「きみがいる景色が、この世界〜夜〜」賞を受賞。Twitterでの闇ツイートなどが話題となり、『ゴッドタン』の｢このツイッターが心配だ2019」にゲスト出演した。
2019年11月から始まったLARME×SHOWROOM独占企画『LARME teens』プロジェクトに参加し、LARME045(3/17発売号)にて誌面デビューした。
2020年4月11日からアイドルグループ「モノクローン」として活動を開始するが、6月に卒業。イメージカラーはピンクだった。
2021年5月21日、望月の家族を名乗るTwitterアカウントが、望月が2020年冬に死去していたことを報告。20歳没。なりすましや偽物のアカウントではないかという臆測もあったが、ミスiD実行委員長の小林司が事実である旨をコメントし、元所属グループのモノクローンも追悼のコメントを投稿した。
2021年10月15日、2020年夏に望月のセルフプロデュースで撮影されたメモリアル写真集「mell」が講談社より発売された。一度、企画を中止していたものだったが、望月本人の「絶対出してね(加工して)」という熱望から、遺族との相談の上で刊行され、発売発表時には望月の祖母からのコメントも発表された。写真集の印税は、「10代20代の生きづらさを抱える女の子のための女性による支援」をテーマに活動する特定非営利活動法人bond Projectに全額寄付された。

## 人物
ミスIDのプロフィールでは、「将来の夢：専業主婦　最近起きた悲しい出来事：おとうさんとけんかした　好きなアーティスト、音楽：Perfume　人生で「これだけは経験しておきたい」こと：結婚式　好きな言葉：なるようになる　あなたにとってのアイドル：白石麻衣」。
また、Instagram上のストーリーで尊敬する人は「黒崎みさちゃん、戦慄かなのちゃん」と回答している。
SNS上での過激な発言による炎上、700万円を費やしたという美容整形の公表など、強烈なインパクトのあるキャラクター性や、人形のようなルックスからインターネットの若い世代の女性を中心に支持を集めた。一方で誹謗中傷にも悩まされていたという。

## 出演

### テレビ番組
- ゴッドタン（テレビ東京 2019年2月16日ゲスト出演）
- 村上マヨネーズのツッコませて頂きます!（関西テレビ 2020年3月22日ゲスト出演）

### MV
- 0.1gの誤算「絶望メンブレガール」（2019年）[12]
- 0.1gの誤算「廃課金式ラブストーリー」(2020年)
- コレコレ「炎上パンチ」（2020年）[13]

## 作品
- 望月める写真集 mell（2021年10月15日発売、講談社、ISBN 978-4065246702）